# Diplotaxis aulacochela
Diplotaxis aulacochela är en skalbaggsart som beskrevs av Mont A. Cazier 1940. Diplotaxis aulacochela ingår i släktet Diplotaxis och familjen Melolonthidae. Inga underarter finns listade i Catalogue of Life.